# Partido General Guido
General Guido ist ein Partido (Verwaltungseinheit) in der argentinischen Provinz Buenos Aires. Das Partido hatte bei der Volkszählung 2010 2.816 Einwohner.
Verwaltungszentrum ist der gleichnamige Ort General Guido, ein zweiter Ort im Partido existiert mit Labardén. Das Partido General Guido ist umgeben von den Partidos Dolores, Ayacucho, Pila und Maipú.
Intendente General Guidos ist Aníbal Eugenio Loubet von der Unión Cívica Radical. Telefonvorwahl General Guidos ist 02268. Schutzpatron des Partidos ist Nuestra Señora de la Merced.

## Geschichte
Das Partido wurde 1839 per Dekret des Gouverneurs Juan Manuel de Rosas durch Teilung des Partido Tandil als Partido del Vecino geschaffen. 1865 wurde das Territorium des Partidos verringert, erst 1888 wurde ein erster Ort an der im Jahr zuvor errichteten Eisenbahnstation Velázquez gegründet. 1891 schließlich erhielt diese Siedlung den Namen General Guido – 1926 wurde auch das Partido in General Guido umbenannt. In den 1940er-Jahren betrug die Einwohnerzahl des Partidos über 5.000 Personen, seither sinkt die Zahl nach und nach.